# Newham (Australia)
Newham è una cittadina del Victoria, Australia. Al censimento del 2006, possedeva 570 abitanti.